# Gaumont Buena Vista International
Pour les articles homonymes, voir Gaumont (homonymie).
Gaumont Buena Vista International (GBVI) était une société franco-américaine de distribution de films en salles de cinéma, SNC de Gaumont et de Walt Disney Company, créée en janvier 1993.
GBVI assurait la distribution en France des films de ses deux sociétés mères.
Après 11 ans d'existence, GBVI a été dissous en 2004, car Disney préfère distribuer elle-même ses films sous le label Buena Vista International (France).

## Filmographie sélective
- 1993 : Les Visiteurs
- 1993 : L'Incroyable Voyage
- 1993 : Les Aventures de Huckleberry Finn
- 1993 : Fanfan
- 1993 : Hocus Pocus : Les Trois Sorcières
- 1993 : Un, deux, trois, soleil
- 1993 : Rasta Rockett
- 1993 : Les Trois Mousquetaires
- 1994 : Le Péril jeune
- 1994 : Croc-Blanc 2
- 1994 : Grosse Fatigue
- 1994 : Le Roi Lion
- 1994 : Léon
- 1994 : Super Noël
- 1994 : Le Livre de la jungle
- 1995 : Élisa
- 1995 : Une journée en enfer
- 1995 : Dingo et Max
- 1995 : Pocahontas
- 1995 : Les Anges gardiens
- 1995 : Toy Story
- 1995 : Dracula, mort et heureux de l'être
- 1996 : Pourvu que ça dure
- 1996 : L'Incroyable Voyage 2 : À San Francisco
- 1996 : James et la Pêche géante
- 1996 : Le Bossu de Notre-Dame
- 1996 : Les 101 Dalmatiens
- 1997 : Le Cinquième Élément
- 1997 : Hercule
- 1997 : George de la jungle
- 1997 : Flubber
- 1998 : Le Dîner de cons
- 1998 : Mulan
- 1998 : À nous quatre
- 1998 : Hanuman
- 1998 : 1 001 Pattes
- 1998 : Mon ami Joe
- 1998 : Bimboland
- 1998 : Les Couloirs du temps : Les Visiteurs 2
- 1999 : Doug, le film
- 1999 : Tarzan
- 1999 : Inspecteur Gadget
- 1999 : Le Schpountz
- 1999 : Jeanne d'Arc
- 1999 : Toy Story 2
- 2000 : Fantasia 2000
- 2000 : Princesse Mononoké
- 2000 : Les Aventures de Tigrou
- 2000 : Les Rivières pourpres
- 2000 : Dinosaure
- 2000 : 102 Dalmatiens
- 2000 : Kuzco, l'empereur mégalo
- 2001 : Le Placard
- 2001 : Les Visiteurs en Amérique
- 2001 : Atlantide, l'empire perdu
- 2001 : Monstres et Cie
- 2002 : Chiens des neiges
- 2002 : Le Voyage de Chihiro
- 2002 : Lilo et Stitch
- 2002 : La Planète au trésor : Un nouvel univers
- 2002 : Autour de Lucy
- 2002 : Hyper Noël
- 2003 : Le Château dans le ciel
- 2003 : Les Aventures de Porcinet
- 2003 : Freaky Friday : Dans la peau de ma mère
- 2003 : Le Monde de Nemo
- 2003 : Pirates des Caraïbes : La Malédiction du Black Pearl
- 2004 : Kiki la petite sorcière